# Жаир Мариньо
Жаир Мариньо де Оливейра (порт.-браз. Jair Marinho de Oliveira; 17 июля 1936, Санту-Антониу-ди-Падуа, Рио-де-Жанейро — 7 марта 2020, Нитерой, Рио-де-Жанейро) — бразильский футболист, чемпион мира 1962 года.

## Карьера
Жаир Мариньо начал свою карьеру в клубе «Флуминенсе» в 1956 году и выступал за этот клуб на протяжении 7 лет, проведя 258 матчей и забив 1 гол. С «Флу» он выиграл один чемпионат штата Рио-де-Жанейро и два турнира Рио-Сан-Паулу. Затем играл за «Португезу Деспортос», «Коринтианс», «Васко да Гаму» и клуб «Кампу Гранди».
За сборную Бразилии Жаир Мариньо выступал с 1961 по 1962 год. Он выиграл со сборной Кубок О'Хиггинса и Кубок Освалдо Круза в 1961 году, а в 1962 году стал чемпионом мира, хотя и не провёл на самом турнире ни одной игры: его место было занято Джалмой Сантосом.
Завершив карьеру игрока, Жаир работал в футбольной школе в Риу-Гранди.

## Личная жизнь
Жаир был женат. Имел 4-х детей и 3-х внуков.

## Достижения
- Чемпион турнира Рио-Сан-Паулу: 1957, 1960
- Чемпион штата Рио-де-Жанейро: 1959
- Обладатель Кубка О’Хиггинса: 1961
- Обладатель Кубка Освалдо Круза: 1961
- Чемпион мира: 1962